# Geoffrey Rush
Geoffrey Roy Rush (Toowoomba, 1951. július 6. –) Oscar-, BAFTA-, Golden Globe-, Primetime Emmy- és Tony-díjas ausztrál színész. Azon kevesek egyike, akik megnyerték a „színjátszás hármas koronáját” (vagyis a filmvásznon, a televízióban és a színpadon is bizonyítottak, és mindhárom területen átvehették a legrangosabb díjakat). Az Ausztrália Rendje kitüntetés parancsnoki osztályának (AC) birtokosa.
1971-ben debütált hivatásos színpadi színészként, majd a Ragyogj! (1996) című életrajzi drámában tűnt ki először, mellyel férfi főszereplőként elnyerte első Oscar-díját. 1998-ban játszott a Szerelmes Shakespeare, az Elizabeth és A nyomorultak című filmekben. A Szerelmes Shakespeare és a Sade márki játékai (2001) újabb két Oscar-jelölést hozott a színésznek. A szélesebb nézőközönség számára Hector Barbossa szerepe tette ismertté A Karib-tenger kalózai-filmsorozatban (2003–2017). A 2000-es évektől feltűnt még a Frida (2002), a Kegyetlen bánásmód (2003), a München (2005) és az Elizabeth: Az aranykor (2007) című filmekben. 2010-ben Lionel Logue beszédtanárt keltette életre a mozivásznon A király beszéde című történelmi filmdrámában, mellékszereplőként újabb Oscar- és Golden Globe-jelöléseket szerezve.
A Peter Sellers élete és halála (2004) című tévéfilmben a címszereplő megformálásáért Primetime Emmy-díjjal jutalmazták. 2017-ben Albert Einsteinként szerepelt a Géniusz című televíziós sorozatban, amivel újabb Emmyre jelölték.

## Filmográfia

### Film
| Év   | Magyar cím                                   | Eredeti cím                                            | Szerep                           | Magyar hang       |
| ---- | -------------------------------------------- | ------------------------------------------------------ | -------------------------------- | ----------------- |
| 1981 | Börtönvakság                                 | Hoodwink                                               | nyomozó                          |                   |
| 1982 |                                              | Starstruck                                             | menedzser                        |                   |
| 1986 |                                              | Twelfth Night                                          | Sir Andrew Aguecheek             |                   |
| 1995 |                                              | Dad and Dave: On Our Selection                         | Dave Rudd                        |                   |
| 1996 | Ragyogj!                                     | Shine                                                  | David Helfgott felnőttként       | Csankó Zoltán     |
| 1996 | A forradalom gyermekei                       | Children of the Revolution                             | Zachary Welch                    |                   |
| 1997 | Játék és szenvedély                          | Oscar and Lucinda                                      | narrátor (hangja)                | Fazekas István    |
| 1998 | Egy csipet lélek                             | A Little Bit of Soul                                   | Godfrey Usher                    | Kárpáti Tibor     |
| 1998 | Elizabeth                                    | Elizabeth                                              | Sir Francis Walsingham           | Helyey László     |
| 1998 | A nyomorultak                                | Les Misérables                                         | Javert felügyelő                 | Helyey László     |
| 1998 | Szerelmes Shakespeare                        | Shakespeare in Love                                    | Philip Henslowe                  | Harsányi Gábor    |
| 1999 | Mystery Men – Különleges hősök               | Mystery Men                                            | Casanova Frankenstein            | Reviczky Gábor    |
| 1999 | Ház a Kísértet-hegyen                        | House on Haunted Hill                                  | Steven H. Price                  | Haás Vander Péter |
| 2000 | Sade márki játékai                           | Quills                                                 | de Sade márki                    | Gáti Oszkár       |
| 2000 | Varázspuding                                 | The Magic Puding                                       | Bunyip Bluegum (hangja)          |                   |
| 2001 | A panamai szabó                              | The Tailor of Panama                                   | Harold "Harry" Pendel            | Csankó Zoltán     |
| 2001 | Lantana – Szövevény                          | Lantana                                                | John Knox                        | Helyey László     |
| 2002 | Frida                                        | Frida                                                  | Lev Trockij                      | Rajhona Ádám      |
| 2002 | Örök lányok                                  | The Banger Sisters                                     | Harry Plummer                    | Orosz István      |
| 2003 | Úszóbajnok                                   | Swimming Upstream                                      | Harold Fingleton                 |                   |
| 2003 | Ned Kelly – A törvényen kívüli               | Ned Kelly                                              | Francis Harenek főfelügyelő      | Varga Tamás       |
| 2003 | Némó nyomában                                | Finding Nemo                                           | Iszák (hangja)                   | Epres Attila      |
| 2003 | Harvie Krumpet (rövidfilm)                   | Harvie Krumpet                                         | narrátor (hangja)                |                   |
| 2003 | A Karib-tenger kalózai: A Fekete Gyöngy átka | Pirates of the Caribbean: The Curse of the Black Pearl | Hector Barbossa kapitány         | Rajhona Ádám      |
| 2003 | Kegyetlen bánásmód                           | Intolerable Cruelty                                    | Donovan Donaly                   | Haás Vander Péter |
| 2005 | München                                      | Munich                                                 | Ephraim                          | Varga Tamás       |
| 2005 | München                                      | Munich                                                 | Ephraim                          | Kardos Róbert     |
| 2006 | A Karib-tenger kalózai: Holtak kincse        | Pirates of the Caribbean: Dead Man's Chest             | Hector Barbossa kapitány (cameo) | Tolnai Miklós     |
| 2006 | Candy                                        | Candy                                                  | Casper                           | Helyey László     |
| 2007 | A Karib-tenger kalózai: A világ végén        | Pirates of the Caribbean: At World's End               | Hector Barbossa kapitány         | Tolnai Miklós     |
| 2007 | Elizabeth: Az aranykor                       | Elizabeth: The Golden Age                              | Sir Francis Walsingham           | Helyey László     |
| 2008 |                                              | $9.99                                                  | Angyal (hangja)                  |                   |
| 2009 |                                              | Bran Nue Dae                                           | Benedictus atya                  |                   |
| 2010 | Az Őrzők legendája                           | Legend of the Guardians: The Owls of Ga'Hoole          | Ezylryb (hangja)                 | Borbiczki Ferenc  |
| 2010 | A király beszéde                             | The King's Speech                                      | Lionel Logue                     | Csankó Zoltán     |
| 2010 | A király beszéde                             | The King's Speech                                      | Lionel Logue                     | Helyey László     |
| 2010 | A harcos útja                                | The Warrior's Way                                      | Ron                              | Barbinek Péter    |
| 2011 | A Karib-tenger kalózai: Ismeretlen vizeken   | Pirates of the Caribbean: On Stranger Tides            | Hector Barbossa kapitány         | Tolnai Miklós     |
| 2011 | Zöld Lámpás                                  | Green Lantern                                          | Tomar-Re (hangja)                | Csankó Zoltán     |
| 2011 |                                              | The Eye of the Storm                                   | Basil Hunter                     |                   |
| 2013 | Senki többet                                 | The Best Offer                                         | Virgil Oldman                    | Kőszegi Ákos      |
| 2013 | A könyvtolvaj                                | The Book Thief                                         | Hans Hubermann                   | Fodor Tamás       |
| 2014 |                                              | Unity (dokumentumfilm)                                 | narrátor (hangja)                |                   |
| 2015 | Apa és lánya                                 | The Daughter                                           | Henry Neilson                    |                   |
| 2015 | Minyonok                                     | Minions                                                | Mesélő (hangja)                  | Szacsvay László   |
| 2015 |                                              | Holding the Man                                        | Barry                            |                   |
| 2016 | Egyiptom istenei                             | Gods of Egypt                                          | Ré                               | Barbinek Péter    |
| 2017 | A végső portré                               | Final Portrait                                         | Alberto Giacometti               |                   |
| 2017 | A Karib-tenger kalózai: Salazar bosszúja     | Pirates of the Caribbean: Dead Men Tell No Tales       | Hector Barbossa kapitány         | Borbiczki Ferenc  |
| 2019 | Viharfiú                                     | Storm Boy                                              | Mike "Storm Boy" Kingley         |                   |
| 2024 |                                              | The Rule of Jenny Pen                                  | Stefan Mortensen                 |                   |

### Televízió
| Év        | Magyar cím                    | Eredeti cím                         | Szerep                    | Megjegyzések           |
| --------- | ----------------------------- | ----------------------------------- | ------------------------- | ---------------------- |
| 1980–1981 |                               | Menotti                             | Peter Fuller              | 13 epizód              |
| 1987      |                               | Frontier                            | David Collins             | minisorozat (3 epizód) |
| 1996      |                               | Mercury                             | Bill Wyatt                | 13 epizód              |
| 2004      | Peter Sellers élete és halála | The Life and Death of Peter Sellers | Peter Sellers             | tévéfilm               |
| 2004      |                               | Kath & Kim                          | Geoff                     | 1 epizód               |
| 2010      |                               | Lowdown                             | narrátor / Isten (hangja) | 16 epizód              |
| 2015      |                               | Who Do You Think You Are?           | önmaga                    | 1 epizód               |
| 2017      | Géniusz                       | Genius                              | Albert Einstein           | minisorozat (5 epizód) |

## Fontosabb díjak és jelölések
- Oscar-díj

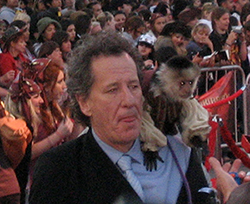
A Karib-tenger kalózai: A világ végén premierjén 2007-ben.

  - 2011 jelölés: legjobb férfi mellékszereplő (A király beszéde)
  - 2001 jelölés: legjobb férfi mellékszereplő (Szerelmes Shakespeare)
  - 1999 jelölés: legjobb férfi főszereplő (Sade márki játékai)
  - 1997 díj: legjobb férfi főszereplő (Ragyogj!)
- Golden Globe-díj
  - 2018 jelölés: legjobb férfi főszereplő (minisorozat vagy tévéfilm) (Géniusz)
  - 2005 díj: legjobb férfi főszereplő (minisorozat vagy tévéfilm) (Peter Sellers élete és halála)
  - 2001 jelölés: legjobb férfi mellékszereplő (Szerelmes Shakespeare)
  - 1999 jelölés: legjobb férfi főszereplő (filmdráma) (Sade márki játékai)
  - 1997 díj: legjobb férfi főszereplő (filmdráma) (Ragyogj!)
- BAFTA-díj
  - 2011 díj: legjobb férfi mellékszereplő (A király beszéde)
  - 2001 jelölés: legjobb férfi főszereplő  (Sade márki játékai)
  - 1999 jelölés: legjobb férfi mellékszereplő (Elizabeth)
  - 1999 díj: legjobb férfi mellékszereplő (Szerelmes Shakespeare)
  - 1997 díj: legjobb férfi főszereplő (Ragyogj!)
- Emmy-díj
  - 2017 jelölés: legjobb férfi főszereplő (minisorozat vagy tévéfilm) (Géniusz)
  - 2005 díj: legjobb férfi főszereplő (minisorozat vagy tévéfilm) (Peter Sellers élete és halála)

## Fordítás
- Ez a szócikk részben vagy egészben  a   Geoffrey Rush című angol Wikipédia-szócikk fordításán alapul.  Az eredeti cikk szerkesztőit annak laptörténete sorolja fel. Ez a jelzés csupán a megfogalmazás eredetét és a szerzői jogokat jelzi, nem szolgál a cikkben szereplő információk forrásmegjelöléseként.